# En mystisk Ægtemand
En mystisk Ægtemand er en amerikansk stumfilm fra 1920 af James Cruze.

## Medvirkende
- Bryant Washburn som George Howell
- Lois Wilson som Ottilie Howell
- Guy Milham som  Ned Pembroke
- Hazel Howell som Daphne
- Vera Lewis som Penelope
- Beverly Travers som Vera Vernon
- Lottie Williams som Susie
- J.P. Wild som Parks
- Z. Wall Covington som Mooney
- Frank Jonasson som King
- Lillian Leighton som Fleming